# Grevinderne international show team Denmark
Grevinderne internationale show team er et dansk performance gymnastikhold  bestående af 100 elitepigegymnaster og artister i alderen 6 - 22 år. 

## Historie
Holdet blev oprettet som koncept af Allan Andersen i 1984 under Greve Gymnastik, men flyttede til Karlslunde Idrætsforening i 1987. I 2017 flyttede Allan Andersen Grevinde konceptet til Gadstup Gymnastik hvor holdet har tilhørsforhold i dag. 
Grevinderne består af ca. 100 udtaget elitegymnaster fra 6 - 22 år der træner i Ramsøhallen, Gadstup 4 - 5 gange om ugen. Grevinderne har deltaget i 176 teamgym-konkurrencer nationalt og internationalt i alle aldersklasser og vundet mere end 87 medaljesæt med både sjællands- og danmarksmesterskaber i flere omgange. Holdet har desuden været på 39 udlandsrejser og besøgt 39 lande på tre kontinenter, hvor det har opført mere end 800 shows. Holdet har deltaget i tv-programmer i otte lande. Som et af de første gymnastikhold var Grevinderne med i DR Talentshow og blev udtaget til Life Shows-udsendelserne. 
Grevinderne har også deltaget i syv FIG internationale Gymnastrada og syv Skandinavien-evenings arrangeret af de fire nordiske lande samt deltaget i FIGs Gym for Life (det uofficielle VM for showhold) i Sydafrika 2013, hvor holdet vandt sin gruppe og kom i finalen. Det deltog igen i OSLO 2017 med to hold. Holdet har vundet flere internationale showkonkurrencer som "British Ministrada" i Liverpool og GOLDEN medal i USA, Gym4life i Sydafrika og Norge. Grevinderne har deres eget Aspirant og  eget Talenthold, hvor talenterne til Eliteholdet udvikles. Holdet trænes af 14 ledere og ungleder der alle i mange år har haft tilknytning til holdet. Grevinderne har i mange år afholdt Grevinde CAMPS, en gymnastikcamp for unge gymnaster, om sommeren. Holdet trænes af 16 instruktører og ungledere der har været med holdet i mange år. Holdet har tilknyttet en Støtteforening der hjælper holdet med praktiske ting omkring holdet.  